# Cartoonito (Portugal)
Cartoonito es un canal de televisión por suscripción portugués de cable lanzado el 21 de abril de 2015, dedicado a la emisión de series animadas. Es propiedad de Warner Bros. Discovery EMEA, una división de Warner Bros. Discovery. Actualmente, está disponible en Angola, Mozambique y Portugal.

## Historia
El 5 de junio de 2005, Boomerang EMEA se lanzó en inglés para toda Europa, Oriente Medio y África, incluidos Portugal, Angola y Mozambique. El 31 de diciembre de 2013, la señal paneuropea se eliminó en Portugal debido al lanzamiento de la señal portuguesa de Cartoon Network. El 21 de abril de 2015, Boomerang en portugués europeo se lanzó en Angola y Mozambique como una asociación con DStv y está disponible en los paquetes DStv Bué y DStv Grande. Más tarde, se lanzó en Portugal el 26 de abril de 2018 y está disponible con los operadores de Vodafone TV y NOWO.

### La fase europea (2008 - 2013)
El canal Boomerang ya había estado conectado en Portugal, en los operadores ZON (actualmente NOS), Cabovisão (actualmente NOWO) y Vodafone, entre 2008 y 2013, pero en la versión europea con idioma inglés, como Cartoon Network/TCM y sin suscripción portuguesa, pero en la versión africana. En aquellos años, el canal emitía diversas reposiciones de clásicos de Cartoon Network, Warner Bros., Hanna-Barbera y animaciones de la época dorada de la animación estadounidense, como "Tom y Jerry", "Looney Tunes", "Popeye" y "Tex Avery". A partir de 2011, Cartoonito ocupó las mañanas. Sin embargo, el 3 de diciembre de 2013, con el lanzamiento de Cartoon Network en portugués en Portugal, el canal dejó la televisión a finales de año, junto con TCM.
Cartoonito regresó a partir del 21 de febrero de 2022 como bloque de programación en la cadena portuguesa Boomerang.

### Lanzamiento en Angola y Mozambique y cancelación temporal en Portugal (2015 - 2018)
El 21 de abril de 2015, se lanzó un canal portugués con nueva programación y noticias de remakes de clásicos. Sin embargo, el lanzamiento en Portugal fue finalmente cancelado y se decidió lanzar sólo en Angola y Mozambique en el operador DStv, pero siempre con la intención de persistir su lanzamiento en Portugal. Esto también contribuyó, en desventaja, a que los programas estrenados en Boomerang en Angola y Mozambique y en Portugal se trasladaran a Cartoon Network.

### Lanzamiento en Portugal (2018-2023)
El 26 de abril de 2018 se lanzó en Portugal en los operadores NOWO y Vodafone.
A partir del 31 de enero de 2022, Boomerang llega a MEO en HD en la posición 47 para todos los clientes de Fibra y ADSL y en los paquetes de satélite MEO. Lamentablemente, en NOS aún no está disponible por razones desconocidas.
Debutó con la serie de Tom y Jerry, la nueva serie de los Looney Tunes, "Bugs!/New Looney Tunes" y la serie contemporánea de Scooby-Doo. También cuenta con atracciones no originales, con una larga trayectoria en la televisión portuguesa, como las series de animación de "Mr. Bean" (ya dobladas al portugués), "Garfield" y "Vila Moleza".
La intención del lanzamiento de este canal es también atraer a los fans de los clásicos (adultos) a la variedad de dibujos animados y remakes existentes en el canal, recuperando el espíritu infantil, independientemente de la edad.

### Relanzamiento como Cartoonito (2023-presente)
En función del horario, Boomerang Portugal emite el bloque Cartoonito dedicado a los más pequeños.
El 23 de marzo de 2023, Boomerang cesó sus transmisiones después de 5 años (como señal independiente) y fue reemplazado por Cartoonito.